# بين إغان
بين إغان (بالإنجليزية: Ben Egan)‏ هو لاعب كرة قاعدة أمريكي، ولد في 20 نوفمبر 1883 في Augusta, New York ‏ في الولايات المتحدة، وتوفي في 18 فبراير 1968 في شيريل في الولايات المتحدة.

## وصلات خارجية
- بين إغان على موقعبيزبول رفرنس.كوم (الدوري الرئيسي) (الإنجليزية)
- بين إغان على موقعبيزبول رفرنس.كوم (الدوري الثانوي) (الإنجليزية)
- بين إغان على موقع جمعية أبحاث البيسبول الأمريكية (الإنجليزية)